# Wilhelm III. (Aquitanien)
Wilhelm Werghaupt (lat. Caput stupe, frz. Tête d'Etoupe; * um 900; † 3. April 963) war als Wilhelm III. Herzog von Aquitanien und als Wilhelm I. Graf von Poitou, Limoges und Auvergne aus der Familie der Ramnulfiden.

## Leben
Wilhelm war der älteste Sohn von Ebalus Mancer, dem er nach dessen Tod 934 im Poitou nachfolgte. Wilhelm war ein Feind der Robertiner, deren Oberhaupt Hugo Magnus sich 936 Poitiers bemächtigte. Unter Ausnutzung des Konfliktes Hugos mit König Ludwig IV. dem Überseeischen konnte Wilhelm die Stadt 938 zurückerobern. 942 wurde er vom König zum Laienabt der Abtei von St. Hilaire ernannt, die seither im Besitz der Familie blieb.
Seinen vorrangigsten Kampf führte Wilhelm gegen den Grafen Raimund Pons von Toulouse, der ihm die Herrschaft über die Auvergne streitig machte. Nach dem Tod König Ludwigs IV. (954) huldigte ihm aber die Noblesse der Auvergne, 955 erlangte er die Herrschaft über die Grafschaft Limoges. Seine Position als Herzog von Aquitanien war jedoch umstritten: Einerseits durch die Grafen von Toulouse, die 935 das Herzogtum von König Rudolf verliehen bekamen, und vor allem durch Hugo Magnus, der seinen dominierenden Einfluss auf König Lothar geltend machte und sich von diesem mit dem aquitanischen Herzogtum belehnen ließ. 955 zog Hugo Magnus mit einem königlichen Heer vor Poitiers und schlug Wilhelm in einer Feldschlacht. Poitiers konnte aber erfolgreich verteidigt werden. 956 starb Hugo Magnus und obwohl dessen Sohn Hugo Capet die Politik des Vaters aufnahm, sollte die Herrschaft Wilhelms in Aquitanien nicht mehr gefährdet werden. Erst jetzt war er unbestrittener „Herzog der Aquitanier“.
Kurz vor seinem Tod wurde Wilhelm Mönch in der Abtei von Saint-Cyprien, wo er auch bestattet wurde.
Wilhelm war seit 935 mit Gerloc-Adele († nach 969) verheiratet, einer Tochter des normannischen Grafen Rollo. Sie hatten zwei Kinder:
- Wilhelm Eisenarm (* um 937; † 995/996), Graf von Poitou (Wilhelm II.) und Herzog von Aquitanien (Wilhelm IV.)
- Adelheid (Aelis) (* wohl 950; † 1004) ⚭ im Sommer 968 mit Hugo Capet, Herzog von Franzien und ab 987 König von Frankreich